# Queimada
Queimada is een Italiaans-Franse dramafilm uit 1969 onder regie van Gillo Pontecorvo. De film verscheen in de Verenigde Staten met de titel Burn!.

## Verhaal
De avonturier William Walker zet de slaven op het Antilliaanse eiland Queimada aan tot een opstand tegen de Portugese machthebbers. Hij doet dat om de belangen van de Britse suikerhandel te vrijwaren. Jaren later keert Walker terug om de slaven tegen te houden, die intussen zoveel macht hebben dat ze de Britse handelsbelangen in gevaar brengen.

## Rolverdeling
| Acteur                | Personage      |
| --------------------- | -------------- |
| Marlon Brando         | William Walker |
| Evaristo Márquez      | José Dolores   |
| Renato Salvatori      | Teddy Sanchez  |
| Dana Ghia             | Francesca      |
| Valeria Ferran Wanani | Guarina        |
| Giampiero Albertini   | Henry Thompson |
| Carlo Palmucci        | Jack           |
| Norman Hill           | Shelton        |
| Thomas Lyons          |                |
| Turam Quibo           | Juanito        |
| Álvaro Medrano        | Soldaat        |
| Alejandro Obregón     | Engelse majoor |
| Enrico Cesaretti      |                |